# 降斑点酸
降斑点酸（英語： 或 bryopogonic acid）是一种有机化合物，化学式C18H12O9，属于一种缩酚酸环醚，为白色粉末，是地衣的次级代谢产物。它可以从地衣中提取，通过色谱分离提纯。

## 相关化合物
- 斑点酸